# BG Karlsruhe
Der BG Karlsruhe (seit 2018 amtlich BG Karlsruhe Basketball Youngstars) ist ein Basketballverein aus Karlsruhe.

## Geschichte
Im Jahr 1993 fusionierten die Basketballabteilungen der beiden benachbarten Vereine FC Südstern 06 Karlsruhe und Post Südstadt Karlsruhe (PSK) aus Gründen der Leistungskonzentration und traten seitdem als Gesellschaft bürgerlichen Rechts unter dem Namen BG (Basketball-Gemeinschaft) Post/Südstern Karlsruhe auf.
1995 (zwei Jahre nach ihrer Gründung) konnte die BG Post/Südstern Karlsruhe ihren Aufstieg in die 2. Basketball-Bundesliga feiern. Darauf folgten zwar zwei durchwachsene Spielzeiten, jedoch konnte man sich aber der Saison 2000/01 an der Spitze der 2. Basketball-Bundesliga etablieren. Durch ihre konstanten Leistungen konnte die BG schließlich 2003 ihren bis dahin größten Erfolg, nämlich die Meisterschaft der 2. BBL und somit den Aufstieg in die höchste deutsche Spielklasse, die Basketball-Bundesliga, feiern. Meistertrainer war der Slowake Ivan Vojtko.

Logo der BG Iceline Karlsruhe 2003–2004

Im ersten Jahr in der Bundesliga ging man als BG Iceline Karlsruhe an den Start, nachdem die Mannschaft aus dem Stammverein herausgelöst worden und der Name um eine Sponsorenbezeichnung ergänzt worden war. Im Dezember 2003 trat Vojtko von seinem Traineramt zurück, zu jenem Zeitpunkt war Karlsruhe Tabellenvorletzter. Stefan Koch wurde sein Nachfolger, legte aber bereits im Februar 2004 sein Amt wegen Meinungsverschiedenheiten mit der Vereinsführung nieder. Uwe Sauer wurde als neuer Trainer verpflichtet. Unter seiner Leitung wurde die Abstiegsgefahr vertrieben, als Liganeuling verpasste man letztlich nur aufgrund einer Niederlage am letzten Spieltag gegen Bayer Leverkusen die Play-offs und erreichte den zehnten Platz. Das darauffolgende Jahr verlief ähnlich und man verpasste wieder nur knapp die Play-offs.
In den folgenden zwei Jahren folgte ab dem Ausstieg des Hauptsponsors und einigen Personaländerungen im Kader ein Abwärtstrend. Im Oktober 2005 wurde Trainer Sauer entlassen und durch den bisherigen Co-Trainer, den ehemaligen Nationalspieler Horst Schmitz ersetzt. Schmitz führte die Mannschaft in der Saison 2005/06 zum Klassenerhalt in der Bundesliga. Im Dezember 2006 – die BG steckte abermals im Abstiegskampf – trat Schmitz, dem zuvor Pat Elzie als Assistent zur Seite gestellt wurde, als Cheftrainer zurück. Der Israeli Erez Bittman wurde neuer Trainer, Elzie verließ den Verein kurz darauf. Nach elf Niederlagen in Folge trennten sich die BG und Bittman bereits im März 2007 wieder, zu dem Zeitpunkt stand schon fest, dass Saison 2006/07 mit dem Abstieg in die 2. Bundesliga ProA enden würde. Nach der Trennung von Bittman war der Österreicher Stefan Höllerl als neuer Cheftrainer eingesetzt worden, der die Saison zu Ende führte und unter dessen Leitung es anschließend in der zweiten Liga einen Neuaufbau geben sollte. Doch dazu kam es nicht, da Höllerl seine Vorstellungen und die Voraussetzungen bei der BG als nicht miteinander vereinbar erachtete und im Mai 2007 seinen Abschied erklärte.
Nach dem Abstieg versuchte man, sich durch Nachwuchsarbeit und Förderung von Talenten aus der Region mit Spielzeit in der ProA und in der 2006 gegründeten Nachwuchs-Basketball-Bundesliga-Mannschaft, langfristig mit deutschen Spielern in der Liga zu etablieren.
Im Juli 2008 trat die neue Geschäftsführerin Julie Hüvel die Nachfolge von Matthias Dischler an und kündigte an, die BG mit neuen Konzepten in der Region bekannter machen zu wollen und sie wieder in die Erfolgsspur zu bringen.
Auch gelang es der BG Anfang September 2008, den wohl spektakulärste Transfercoup in der ProA zu vollziehen: Nämlich die Rückkehr des ehemaligen deutschen Nationalspieler Rouven Roessler, der die beiden Jahre zuvor bei den Gießen 46ers in der Basketball-Bundesliga gespielt hatte und in den beiden Jahren jeweils der beste deutsche Punktesammler in der Basketball-Bundesliga war: 2007 (11.8 PpS), 2008 (13.6 PpS). Roessler wurde mit einem Zweijahresvertrag ausgestattet. Dieses Arbeitspapier wurde im Januar 2010 mittels einer Spieler-Option bis zum Ende der Saison 2013/2014 verlängert.
Sportlich konnte die BG jedoch selten den eigenen Ansprüchen gerecht werden und nicht um den Aufstieg in die BBL mitspielen. Die Saison 2013/2014 führte den Verein ans Tabellenende der ProA. Mit lediglich sieben Siegen und 23 Niederlagen stand am Saisonende der sportliche Abstieg in die ProB fest. Im Anschluss an die Saison gab der Verein die Trennung von Geschäftsführer und Trainer Torsten Daume bekannt. Den Posten als Geschäftsführer übernahm vorübergehend Matthias Dischler, der bereits früher in dieser Position für die BG tätig war.
Nachfolger von Daume als Headcoach der BG Karlsruhe wurde zur Saison 2014/15 Ralf Rehberger, der zuvor als Assistenztrainer für die s.Oliver Baskets aus Würzburg tätig war. Anfang 2015 trennte sich die BG von Rehberger und ernannte Nenad Josipović zum Cheftrainer, der das Amt bereits in der Saison 2007/08 ausübte. Im Oktober 2016 trennte sich die BG von Trainer Josipovic und präsentierte kurz darauf den US-Amerikaner Jibril Hodges als Nachfolger.
Im Mai 2017 wurde der BG in Hinblick auf die Saison 2017/18 die Lizenz für die 2. Bundesliga ProB verweigert. Auch der Einspruch der BG hatte keinen Erfolg, das Schiedsgericht der 2. Bundesliga bestätigte den Entscheid, den Karlsruhern das Teilnahmerecht an der ProB-Saison 2017/18 nicht zuzusprechen. Nach dem Zwangsabstieg vereinbarte die BG eine Zusammenarbeit mit dem BAC 55 Hockenheim und erhielt in Hinblick auf das Spieljahr 2017/18 unter dem Namen BG Eisbären einen Startplatz in der ersten Regionalliga. Neuer Trainer und damit Nachfolger von Hodges wurde im Sommer 2017 Mario Dugandzic. Dugandzic verließ Karlsruhe in der Weihnachtspause 2017/18 in Richtung Baunach und wurde durch den Serben Goran Miljevic ersetzt. Am Ende der Saison stieg die Mannschaft mit 10 Siegen und 18 Niederlagen in die 2. Regionalliga ab.
In der Saison 2018/19 meldete die Mannschaft unter dem Namen BG Karlsruhe Basketball Youngstars für den Spielbetrieb der 2. Regionalliga. Im September 2018 wurden gegen die Betreibergesellschaft BG Karlsruhe Basketball GmbH ein Insolvenzverfahren eingeleitet, durch die Eröffnung des Verfahrens wurde die Gesellschaft aufgelöst. Der Spielbetrieb der Mannschaft wurde in einem neuen Verein fortgesetzt: Der BG Karlsruhe Basketball Youngstars e. V. hatte zuvor zum 15. September 2018 die Mitgliedschaft im Basketballverband Baden-Württemberg beantragt. In die Arbeit im neuen Verein war der langjährige „Macher“ der BG Karlsruhe, Matthias Dischler, ebenfalls eingebunden und übernahm zudem im Laufe der Saison 2018/19 das Traineramt.
2019/20 war wieder Nenad Josipović Trainer, die Mannschaft erreichte in der 2. Regionalliga den zwölften Platz.
Am 16. Juni 2021 wurde über die BG Karlsruhe Basketball GmbH das Insolvenzverfahren eröffnet. 2023 stieg die BG in die Oberliga ab, anschließend wurde die Mannschaft vom Spielbetrieb abgemeldet. Der 2018 gegründete Verein BG Karlsruhe Basketball Youngstars war nicht von der Abmeldung betroffen.
| Saison                                        | Liga            | Platz | S:N   | ⌀ Zuschauer | Zuschauer gesamt |  |
| --------------------------------------------- | --------------- | ----- | ----- | ----------- | ---------------- |  |
| 1992/93                                       | 1. RL – Süd     | –     | –     | –           | –                |  |
| 1993/94                                       | 1. RL – Süd     | –     | –     | –           | –                |  |
| 1994/95                                       | 1. RL – Süd     | 1.    | –     | –           | –                |  |
| 1995/96                                       | 2. BBL          | 10.   | 14:34 | –           | –                |  |
| 1996/97                                       | 1. RL – Süd     | 1.    | –     | –           | –                |  |
| 1997/98                                       | 2. BBL          | 9.    | 5:15  | –           | –                |  |
| 1998/99                                       | 2. BBL          | 7.    | 11:9  | –           | –                |  |
| 1999/00                                       | 2. BBL          | 3.    | 16:8  | –           | –                |  |
| 2000/01                                       | 2. BBL          | 3.    | 20:10 | –           | –                |  |
| 2001/02                                       | 2. BBL          | 4.    | 19:11 | 1.079       | 16.185           |  |
| 2002/03                                       | 2. BBL          | 1.    | 28:4  | 1.829       | 28.500           |  |
| 2003/04                                       | BBL             | 10.   | 12:16 | 3.643       | 54.510           |  |
| 2004/05                                       | BBL             | 10.   | 13:17 | 3.786       | 56.790           |  |
| 2005/06                                       | BBL             | 14.   | 10:20 | 3.493       | 52.400           |  |
| 2006/07                                       | BBL             | 18.   | 3:31  | 2.665       | 45.300           |  |
| 2007/08                                       | ProA            | 6.    | 17:13 | 1.262       | 18.937           |  |
| 2008/09                                       | ProA            | 4.    | 19:11 | 1.323       | 19.850           |  |
| 2009/10                                       | ProA            | 5.    | 19:11 | 1.703       | 25.550           |  |
| 2010/11                                       | ProA            | 10.   | 12:16 | 1.703       | 25.550           |  |
| 2011/12                                       | ProA            | 9.    | 14:14 | 1.536       | 23.040           |  |
| 2012/13                                       | ProA            | 4.    | 18:12 | 1.960       | 29.400           |  |
| 2013/14                                       | ProA            | 15.   | 7:23  | 1.804       | 27.063           |  |
| 2014/15                                       | ProB            | 5.    | 12:10 | 600         | 6.600            |  |
| 2015/16                                       | ProB            | 1.    | 19:3  | 645         | 7.100            |  |
| 2016/17                                       | ProB            | 6.    | 11:11 | 445         | 5.790            |  |
| 2017/18                                       | 1. Regionalliga | 13.   | 10:18 |             |                  |  |
| 2018/19                                       | 2. Regionalliga | 12.   | 7:17  |             |                  |  |
| 2019/20                                       | 2. Regionalliga | 12.   | 7:15  |             |                  |  |
| Dunkelgrau: jeweils letzte Jahre in der Liga. |                 |       |       |             |                  |  |

### Trainer seit 2001
- 1996–1998 Steve Ketchum
- 1998–2001 Davor Vučković
- 2001–2003 Ivan Vojtko
- 2003–2004 Stefan Koch
- 2004–2005 Uwe Sauer
- 2005–2006 Horst Schmitz
- 2006–2007 Erez Bittman
- 00 002007 Stefan Höllerl
- 2007–2008 Nenad Josipović
- 2008–2009 Peter Krautwald
- 2009–2010 Ivan Vojtko
- 00 002010 Silvano Poropat
- 2010–2011 Algirdas Milonas
- 00 002011 Tino Stumpf
- 2011–2014 Torsten Daume
- 2014–2015 Ralf Rehberger
- 2015–2016 Nenad Josipović
- 2016–2017: Jibril Hodges
- 2017–01/2018: Mario Dugandzic
- 01/2018–11/2018: Goran Miljevic
- 11/2018–2019 Matthias Dischler
- 2019–2020 Nenad Josipović

### Vereinsnamen
- 1993–2003 BG Post/Südstern Karlsruhe
- 2003–2004 BG Iceline Karlsruhe
- 00 002004 Iceline Karlsruhe[39]
- 2004–2017 BG Karlsruhe
- 2017–2018 BG Eisbären (Kooperation mit BAC 55 Hockenheim)
- seit0 2018 BG Karlsruhe Basketball Youngstars

### Erfolge
- Aufstieg in die 2. Basketball-Bundesliga (1994/95), (1997/98)
- Aufstieg in die Basketball-Bundesliga (2002/03)

### Spielererfolge
- BBL-Allstar – Narcisse Ewodo (2003/04)
- BBL-Allstar – Narcisse Ewodo (2004/05)
- Topscorer der BBL – Narcisse Ewodo, 21,1 P/pS (2004/05)
- BBL-Allstar – Narcisse Ewodo (2005/06)
- BBL-Allstar – Dominic Jones(2006/07)
- ProA Spieler des Monats November – Clifford Crawford (2007/08)
- ProA Nachwuchsspieler des Monats Februar – Dima Rastatter (2008/09)
- ProA Spieler des Monats Oktober – Rouven Roessler (2009/10)

### Wichtige ehemalige Spieler seit 2003
| Name                  | Nummer | Geboren    | Position       | Größe  | Nationalität                   | Zeitraum  | Spielerprofil                                                       |
| --------------------- | ------ | ---------- | -------------- | ------ | ------------------------------ | --------- | ------------------------------------------------------------------- |
| Georg Vengert         | 8      | 02.07.1972 | Forward        | 1,96 m | Deutschland                    | 1993–2004 | Vengert (Memento vom 10. Februar 2013 im Webarchiv archive.today)   |
| James-Scott Brakebill | 13     | 23.03.1980 | Forward        | 2,03 m | Vereinigte Staaten             | 2002–2004 | Brakebill (Memento vom 10. Februar 2013 im Webarchiv archive.today) |
| Anton Gavel           | 5      | 24.10.1984 | Guard          | 1,88 m | Slowakei                       | 2000–2004 | Gavel (Memento vom 11. Februar 2013 im Webarchiv archive.today)     |
| Etogo Cyrill Makanda  | 6      | 05.05.1980 | Guard          | 1,91 m | Kamerun Russland               | 2003–2005 | Makanda (Memento vom 10. Februar 2013 im Webarchiv archive.today)   |
| Derrick Allen         | 4      | 17.07.1980 | Forward        | 2,03 m | Vereinigte Staaten             | 2004–2006 | Allen (Memento vom 10. Februar 2013 im Webarchiv archive.today)     |
| Jens-Uwe Gordon       | 13     | 13.08.1967 | Forward/Center | 2,06 m | Deutschland Vereinigte Staaten | 2004–2006 | Gordon (Memento vom 11. Januar 2013 im Webarchiv archive.today)     |
| Narcisse Ewodo        | 10     | 29.10.1972 | Forward/Guard  | 2,03 m | Kamerun Frankreich             | 2003–2007 | Ewodo (Memento vom 10. Februar 2013 im Webarchiv archive.today)     |
| Domonic Jones         | 12     | 26.08.1981 | Guard          | 1,85 m | Vereinigte Staaten             | 2004–2007 | Jones (Memento vom 10. Februar 2013 im Webarchiv archive.today)     |
| Štefan Svitek         | 9      | 25.05.1977 | Forward        | 2,03 m | Slowakei                       | 2003–2008 | Svitek (Memento vom 11. Januar 2013 im Webarchiv archive.today)     |

|  | = eigene Jugend |

### Bestmarken seit 2003
| Saison    | Punkte                       | Rebounds                     | Assists                     | Steals                     | Blocks                         |
| --------- | ---------------------------- | ---------------------------- | --------------------------- | -------------------------- | ------------------------------ |
| 2009/2010 | Rouven Roessler 516 (18,4)   | Dewayne Richardson 280 (9,3) | Rouven Roessler 102 (3,6)   | Marco Grimaldi 38 (1,5)    | Greg Baker 20 (0,7)            |
| 2008/2009 | Rouven Roessler 441 (17,0)   | Justin Howard 269 (9,0)      | Al Eliott 120 (4,0)         | Al Eliott 42 (1,4)         | Justin Howard 25 (0,8)         |
| 2007/2008 | Clifford Crawford 556 (19,2) | Brandon Gary 253 (8,4)       | Clifford Crawford 134 (4,6) | Clifford Crawford 68 (2,3) | Theo Tarver 33 (1,3)           |
| 2006/2007 | Dominic Jones 499 (15,6)     | Pedro Cipriano 202 (5,9)     | Dominic Jones 78 (2,4)      | Dominic Jones 39 (1,2)     | Andreas Hornig 19 (0,6)        |
| 2005/2006 | Narcisse Ewodo 554(18,5)     | Derrick Allen 227 (8,7)      | Narcisse Ewodo 83 (2,8)     | Narcisse Ewodo 45 (1,5)    | Narcisse Ewodo 13 (0,4)        |
| 2004/2005 | Narcisse Ewodo 566 (21,1)    | Derrick Allen 229 (7,6)      | Narcisse Ewodo 79 (2,9)     | Narcisse Ewodo 41 (1,5)    | Nosakhare Obasuyi 24 (0,9)     |
| 2003/2004 | Narcisse Ewodo 599 (22,2)    | Narcisse Ewodo 171 (6,1)     | Narcisse Ewodo 60 (2,2)     | Narcisse Ewodo 44 (2,0)    | James-Scott Brakebill 14 (0,5) |

|  | = BBL-Allstar |

## ProB-Kader
| Spieler | Spieler            | Spieler             | Spieler    | Spieler | Spieler | Spieler                  |
| Nr.     | Nat.               | Name                | Geburt     | Größe   | Info    | Letzter Verein           |
| ------- | ------------------ | ------------------- | ---------- | ------- | ------- | ------------------------ |
|         |                    | Guards (PG, SG)     |            |         |         |                          |
| 8       | Vereinigte Staaten | Ricky Easterling II | 08.11.1993 | 1,89 m  |         | TV 1872 Saarlouis        |
| 22      | Deutschland        | Aaron Schmitz       | 18.05.1993 | 1,93 m  |         | MLP Academics Heidelberg |
| 9       | Deutschland        | Marcel Davis        | 04.09.1995 | 1,89 m  |         | SSC Karlsruhe            |
| 12      | Deutschland        | Kenneth Fluellen    | 20.10.1990 | 1,91 m  |         | NINERS Chemnitz          |
| 25      | Deutschland        | Marek Krajewski     | 26.07.1995 | 1,91 m  |         | Uni-Riesen Leipzig       |
|         |                    | Forwards (SF, PF)   |            |         |         |                          |
| 6       | Deutschland        | Fabian Ristau       | 24.02.1989 | 1,87 m  |         | KIT SC Karlsruhe         |
| 3       | Deutschland        | Andrej Schmid       | 06.07.1995 | 1,92 m  |         | PSK Karlsruhe            |
| 96      | Deutschland        | Kwame Duku          | 19.10.1988 | 1,97 m  |         | Giants Nördlingen        |
| 4       | Deutschland        | Toni Orlovic        | 21.08.1997 | 1,98 m  |         | BG Karlsruhe             |
|         |                    | Center (C)          |            |         |         |                          |
| 13      | Vereinigte Staaten | Jeremy Black        | 13.11.1985 | 2,03 m  |         | BG Karlsruhe             |
| 31      | Israel             | Anton Kazarnovski   | 21.09.1985 | 2,06 m  |         | KK Karpoš Sokoli         |

| Trainer            | Trainer       | Trainer         |
| Nat.               | Name          | Position        |
| ------------------ | ------------- | --------------- |
| Vereinigte Staaten | Jibril Hodges | Head-Coach      |
| Deutschland        | Horst Schmitz | Assistant-Coach |

| Legende                   | Legende                       |
| Abk.                      | Bedeutung                     |
| ------------------------- | ----------------------------- |
| C                         | Mannschaftskapitän            |
| DL                        | Doppellizenzspieler           |
| *                         | Bei Doppellizenz: Zweitverein |
| NBBL                      | NBBL Kader Karlsruhe          |
| Quellen                   |                               |
| Teamhomepage              |                               |
| Ligahomepage              |                               |
| Stand: 24. September 2016 |                               |

| Legende                   | Legende                       |
| Abk.                      | Bedeutung                     |
| ------------------------- | ----------------------------- |
| C                         | Mannschaftskapitän            |
| DL                        | Doppellizenzspieler           |
| *                         | Bei Doppellizenz: Zweitverein |
| NBBL                      | NBBL Kader Karlsruhe          |
| Quellen                   |                               |
| Teamhomepage              |                               |
| Ligahomepage              |                               |
| Stand: 24. September 2016 |                               |

Wechsel 2016/2017
Zugänge: Kenneth Fluellen (NINERS Chemnitz), Ricky Easterling II (TV 1872 Saarlouis), Fabian Ristau (KIT SC Karlsruhe), Kwame Duku (Giants Nördlingen), Anton Kazarnovski (KK Karpoš Sokoli)
Abgänge: Nenad Josipovic (unbekannt), Rouven Roessler (unbekannt), Hayden Thomas Lescault (Glasgow Rocks), Darius Philipp Kühner (unbekannt), Dmitrij Kreis (PS Karlsruhe LIONS)

## Spielhalle

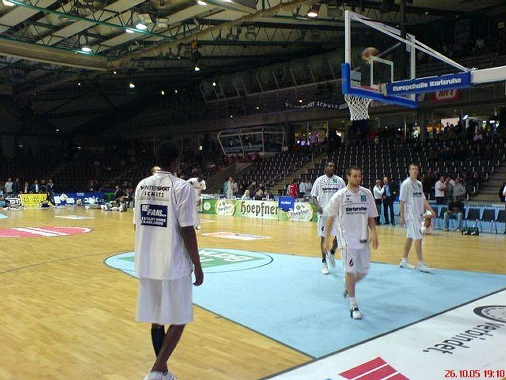
Die Europahalle bei einem BG Karlsruhe-Spiel in der Saison 2005/2006

Die Anfänge der BG Karlsruhe liegen in der Eichelgartenhalle in Karlsruhe-Rüppurr, einer 1980 erbauten Sporthalle, welche bis zu 950 Zuschauer fasst.
Schon während der Saison 2002/03, als der Zuschauerandrang für die Eichelgartenhalle zu groß wurde, zog man in die deutlich größere Europahalle um. Die Europahalle, welche allein schon durch Gruppenspiele der Basketball-EM 1985 und 1993, durch Basketball Länderspiele, durch BBL All-Star Games und schließlich durch Auftritte der legendären Harlem Globetrotters für Basketball prädestiniert ist, fasst bei Basketballspielen bis zu 4.809 Besucher.
Die Friedrich-List-Halle mit 800 Plätzen wurde ab der Saison 2014/2015 zur Spielstätte der BG.